# Kjerringøy kommun
Kjerringøy kommun (norska: Kjerringøy kommune) var en kommun i Nordland fylke i norra Norge. Kommunen omfattade den norra delen av nuvarande Bodø kommun samt en mindre del av nuvarande Steigens kommun (området kring byn Brennsund). Byn Kjerringøy utgjorde kommunens centralort.

## Administrativ historik
Kjerringøy kommun upprättades den 1 januari 1906 när den dåvarande kommunen Nordfold-Kjerringøy delades i två och de båda kommunerna Nordfold respektive Kjerringøy bildades. Kommunen hade 857 invånare vid upprättandet.
Den 1 januari 1964 upplöstes kommunen och delades. Huvuddelen (med 524 invånare) fördes till Bodins kommun (sedan den 1 januari 1968 en del av Bodø kommun) medan Brennsundsområdet (med 30 invånare) fördes till Steigens kommun. Kommunen hade vid delningen totalt 554 invånare.